# Landgraben (Brettach, Langenbrettach)
Der Landgraben ist ein über zwei Kilometer langer Bach im Gemeindegebiet von Langenbrettach im Landkreis Heilbronn im nördlichen Baden-Württemberg, der nach anfangs westlichem, zuletzt südlichem Lauf etwas unterhalb der Ortsgrenze des Langenbrettacher Dorfes Langenbeutingen von rechts in die untere Brettach mündet.
Ein weiterer und kürzerer Landgraben fließt der Brettach weiter aufwärts am Mittellauf nahe dem Weiler Hälden von Bretzfeld zu.

## Name
Der Landgraben verläuft auf der Gemarkung Langenbeutingen, das über Jahrhunderte zu Hohenlohe gehörte, nahe an der Gemarkungsgrenze zu Brettach, das damals württembergisch war. Der Name des Gewanns Fällriegel am Grabenbeginn deutet darauf hin, dass sich dort ein Durchlass an einer Landwehr befand. Der für Landwehren ebenfalls übliche Name Landgraben dürfte also die Benennung des Gewässers motiviert haben.

## Geographie

### Verlauf
Der Landgraben beginnt seinen Lauf auf etwa 230 m ü. NHN ca. 1,6 km nordöstlich von Langenbrettach-Langenbeutingen im Gewann Fällriegel an der Straße nach Baumerlenbach. Dort beginnt ein lange kahler, recht geradlinig westwärts ziehender Graben zwischen Feldern, der anfangs nur zeitweilig Durchfluss hat. Nach einem Viertelkilometer passiert er das links liegenden Feldgewann Heimbrunnen und hat dann regelmäßigere Wasserführung; eine ältere wie eine jüngere Karte zeichnen dort auch in Blau eine Quelle gleichen Namens ein, von der allerdings auf Luftfotos zumindest neben dem Lauf in den Ackerflächen nichts auszumachen ist.
Bis etwa einen Kilometer nach dem Grabenbeginn an der Erlenbacher Straße bleibt der Lauf, von einigen kurzen Stücken abgesehen, auf den ihm Röhricht begleitet, ohne bedeutenderen Bewuchs. Danach steht im Gewann Steinsfelder Weg nach einer Feldwegquerung eine kurze Feldhecke links am Lauf, gefolgt von einer Folge kleinflächiger Obstwiesen auf derselben Seite und weiteren Schilfröhrichtstreifen am Ufer.
Der Bachlauf wendet sich nun mehr und mehr um den links liegenden Hügelrücken Meistersberg auf südlichen Lauf. Weitere Abschnitte mit etwas Röhricht- und Seggenbewuchs am Lauf folgen und die zuletzt etwas über 20 Höhenmeter gegenüber der Umgebung eingetiefte Talmulde weitet sich schließlich am Übergang zum Brettachtal seitlich aus. Am Flusstalrand unterquert der Bach den Abschnitt der Talstraße L 2129 zwischen den Dörfern Langenbeutingen und Brettach von Langenbrettach. Hundert Meter weiter mündet der Landgraben auf 181,5 m ü. NHN im Gewann Brühl von rechts und Norden in die untere Brettach, die hier in einen sehr mäanderreichen Flussabschnitt eintritt. Etwa dreihundert Meter flussaufwärts mündet wenig nach dem Ortsende Langenbeutingens von derselben Seite das Seebächle in einen zurückmündenden Mühlkanal neben der Brettach, weniger als 150 Meter flussabwärts von der anderen Seite der Tabach in diese selbst.
Der Landgraben mündet etwa 0,4 km nordwestlich des Ortsrandes von Langenbeutingen nach einem etwa 2,4 km langen Lauf mit mittlerem Sohlgefälle von etwa 20 ‰ rund 49 Höhenmeter unter seinem Grabenbeginn an der Erlenbacher Straße. Er hat keine Zuflüsse.

### Einzugsgebiet
Der Landgraben hat ein etwa 2,3 km² großes Einzugsgebiet. Naturräumlich liegt sein oberer und mittlerer Teil im Unterraum Öhringer Ebene des Teilraums Westliche Hohenloher Ebene, das untere im Teilraum Kocherplatten und Krumme Ebene der Hohenloher und Haller Ebene. Der höchste Punkt ganz im Osten erreicht nahe der K 2333 dicht am außerhalb liegenden Öhringer Einzelhof Lindich etwa 286 m ü. NHN. Das Gebiet hat einen Waldanteil von unter 10 % im Gewann Zuckmantel etwas westlich des ebenfalls außerhalb liegenden Öhringer Einzelhofes Zuckmantel, der weit überwiegenden Anteil des übrigen offen Anteils steht unterm Pflug mit nur sporadisch kleinen Obstwiesen an der Talmulde. Etwa ein Viertel des Einzugsgebietes ganz im Osten gehört zum Gebiet der Stadt Öhringen im Hohenlohekreis, dort liegt mit einem Aussiedlerhof im Seegrund der einzige Siedlungsplatz, die übrige Fläche gehört zur Gemeinde Langenbrettach im Landkreis Heilbronn.
Reihum grenzen die Einzugsgebiete der folgenden Nachbargewässer an:
- Das Gebiet im Norden entwässert über den dort noch Riedbach genannten Heckenfließbach westwärts zum Kocher etwas oberhalb der Brettach-Mündung;
- jenseits der sehr kurzen östlichen Wasserscheide fließen zwei kurze Waldklingenbäche zur nahen Ohrn, die noch weiter aufwärts den Kocher speist;
- im Ostsüdosten konkurriert etwas länger das Rimmlingsbächle jenseits des Waldes Zuckmantel, das weiter aufwärts in die Brettach mündet;
- im Südosten schlägt das Seebächle seinen kürzeren, zum Landgraben parallelen Bogen und mündet nur wenig aufwärts in den Langenbeutinger Mühlkanal neben der Brettach;
- im Westen fließt, nunmehr unterhalb des Landgrabens, der Kreuzgraben etwas vor Brettach in die Brettach.

## Geologie
Das Einzugsgebiet liegt in mesozoischer Schichthöhe des Lettenkeuper (Erfurt-Formation), der allerdings fast nur an linken Hang der Unterlaufmulde direkt ansteht, denn im Muldengrund ist er durch Schwemmland, überall sonst muldennah durch Lösssediment und auf den etwas höheren Hügelrücken durch Löss aus dem Quartär überlagert.

### LUBW
Amtliche Online-Gewässerkarte mit passendem Ausschnitt und den hier benutzten Layern: Lauf und Einzugsgebiet des Landgrabens

Allgemeiner Einstieg ohne Voreinstellungen und Layer: Daten- und Kartendienst der Landesanstalt für Umwelt Baden-Württemberg (LUBW) (Hinweise)
1. 1 2  Höhe nach dem Höhenlinienbild auf dem Hintergrundlayer Topographische Karte.
2. ↑  Höhe nach grauer Beschriftung auf dem Hintergrundlayer Topographische Karte.
3. ↑  Länge nach dem Layer Gewässernetz (AWGN), ergänzt um ein kleines, auf der Gewässerkarte nicht berücksichtigtes Anfangsstück, das auf dem Hintergrundlayer Topographische Karte abgemessen wurde.
4. ↑  Einzugsgebiet abgemessen auf dem Hintergrundlayer Topographische Karte.
5. ↑  Natur teilweise nach dem Layer Geschützte Biotope.

### Andere Belege
1. ↑  Wolf-Dieter Sick: Geographische Landesaufnahme: Die naturräumlichen Einheiten auf Blatt 162 Rothenburg o. d. Tauber. Bundesanstalt für Landeskunde, Bad Godesberg 1962. → Online-Karte (PDF; 4,7 MB)
2. ↑  Geologie nach den Layern zu Geologische Karte 1:50.000 auf: Mapserver des Landesamtes für Geologie, Rohstoffe und Bergbau (LGRB) (Hinweise)